# Trọng Hữu
Trọng Hữu (sinh ngày 30 tháng 6 năm 1952) là một nghệ sĩ Cải lương và vọng cổ Việt Nam. Ông được Nhà nước Việt Nam phong tặng danh hiệu Nghệ sĩ Ưu tú năm 1997 và Nghệ sĩ Nhân dân năm 2015.

## Tiểu sử và cuộc đời
Ông tên thật là Đặng Trọng Hữu (sinh năm 1952) tại Phụng Hiệp, Cần Thơ. Năm 10 tuổi, ông đã theo ông nội ngồi ca ở đám cưới, hội đình, liên hoan sau mùa gặt rồi học đàn. Từ đó, cuộc đời ông gắn liền với sân khấu.
Năm 1966, ông bắt đầu sự nghiệp ở Đoàn Văn công Cần Thơ. Năm 1974, ông về Đoàn Cải lương Tây Nam Bộ. Từ năm 1975 đến nay, ông đã công tác tại Đoàn Cải lương Nhân dân Kiên Giang, Đoàn Sân khấu mới Kiên Giang, Đoàn Văn công Thành phố Hồ Chí Minh, Đoàn Cải lương Tây Đô...
Năm 1976, ông là giọng ca nổi tiếng trên Đài Tiếng nói Nhân dân Thành phố Hồ Chí Minh khi ca chung các bài vọng cổ với những nghệ sĩ: Lệ Thủy, Mỹ Châu, Thanh Kim Huệ, Minh Vương, Thanh Tuấn,…
Các nam nữ nghệ sĩ ông đã diễn, hát chung: Lệ Thủy, Mỹ Châu, Thanh Kim Huệ, Minh Phụng, Minh Vương, Thanh Tuấn, Thanh Ngân, Cẩm Tiên, Phượng Liên, Thanh Thúy, Vân Khánh, Thanh Thanh Hiền, Minh Cảnh,…

## Vở cải lương đã đóng
- Ân oán giang hồ
- Chuyện tình Lan và Điệp (vai Điệp)
- Chuyện tình Hàn Mặc Tử (vai Hàn Mặc Tử)
- Tình yêu và tướng cướp
- Trần Quốc Toản ra quân
- Tướng cướp Bạch Hải Đường (vai Bạch Hải Đường)

## Các bài tân cổ, vọng cổ
- Áo mới Cà Mau (Tân nhạc: Thanh Sơn; cổ nhạc: Huỳnh Thiện Thanh)
- Chiều nước lũ (Tân nhạc: Vinh Sử; cổ nhạc: NSND Viễn Châu)
- Chim trắng mồ côi (Thơ: Hồng Xương Long; nhạc: Minh Vy; lời vọng cổ: NSND Viễn Châu)
- Chợ Mới (Tác giả: Trọng Nguyễn)
- Chuyến tàu hoàng hôn (Nhạc: Hoài Linh, Minh Kỳ; cổ nhạc: Loan Thảo)
- Chuyện tình Lan và Điệp (Tân nhạc: Mạc Phong Linh và Mai Thiết Lĩnh; cổ nhạc: NSND Viễn Châu)
- Còn thương rau đắng mọc sau hè (Tân nhạc: NSƯT Bắc Sơn; cổ nhạc: NSƯT Thanh Vũ)
- Dáng đứng Bến Tre (Tân nhạc: Nguyễn Văn Tý; cổ nhạc: NSƯT Thanh Vũ)
- Duyên tình (Nhạc: Xuân Tiên; lời vọng cổ: Loan Thảo)
- Ga buồn (Tác giả: Ngô Hồng Khanh
- Ga chiều (Tân nhạc: Lê Dinh; cổ nhạc: Loan Thảo)
- Giấc ngủ đầu nôi (Tân nhạc: Thanh Sơn; cổ nhạc: Đình Trí)
- Mồ em Phượng (Sáng tác: NSND Viễn Châu)
- Nhớ mẹ (Tác giả: NSND Viễn Châu)
- Quán nửa khuya (Tân nhạc: Tuấn Khanh; cổ nhạc: NSND Viễn Châu)
- Rặng trâm bầu (Tân nhạc: Thái Cơ; cổ nhạc: NSƯT Thanh Vũ)
- Sân ga chỉ có một người (Tác giả: NSND Viễn Châu)
- Sương lạnh chiều đông (Tân nhạc: Mạnh Phát; cổ nhạc: Loan Thảo)
- Thành phố buồn (Tân nhạc: Lam Phương; cổ nhạc: Loan Thảo)
- Thương em nhiều qua lá thư xuân (Tác giả: Ngô Hồng Khanh)
- Thương nhau lý tơ hồng (Tân nhạc: Trương Quang Tuấn; cổ nhạc: NSND Viễn Châu)
- Thương về quê mẹ (Tác giả: Võ Nguyễn Huê Hồng)
- Tình sử Bạch Thu Hà (Tác giả: NSND Viễn Châu)
- Tình thắm duyên quê (Tân nhạc: Trúc Phương; cổ nhạc: Loan Thảo)
- Trúc Lan Phương Tử (Sáng tác: NSND Viễn Châu)
- Về miền Tây (Thơ: Hoàng Tuấn Anh; nhạc: NSƯT Đình Thậm; lời vọng cổ: NSƯT Đỗ Linh)
- Về thăm đất biển Kiên Giang
- Xin gọi nhau là cố nhân (Tân nhạc: Song Ngọc; cổ nhạc: Loan Thảo)